# Mimeryssamena besucheti
Mimeryssamena besucheti là một loài bọ cánh cứng trong họ Cerambycidae.